# Alpetequim de Damasco
Alpetequim (Alptekin), ou ainda Alpetaquim (Alptakin), Alpeteguim (Alptekin), Alpetaguim (Alptakin), Hafetequim (Haftekin) Hafetaquim (Haftakin), Hafeteguim (Haftegin), Hafetaguim (Haftagin), Afetequim (Aftekin), Afetaquim (Aftakin), Afeteguim (Aftegin) ou Afetaguim (Aftekin; m. 978) foi um oficial militar turco dos buídas e então chefe de Damasco. Aparece nos anos 970 participando na rebelião do oficial turco Sabuqueteguim contra Ize Daulá (r. 967–978), mas com a morte do líder rebelde, Alpetequim assumiu a rebelião e foi derrotado. Fugiu à Síria e lá tomou várias cidades do Califado Fatímida, conseguindo um tratado favorável a si. Pouco depois, no entanto, foi derrotado e fugiu para o deserto, onde seu conhecido Mufarrije ibne Daguefal ibne Aljarrá o traiu e entregou aos fatímidas. Na corte do Cairo, logo foi envenenado pelo vizir Iacube ibne Quilis.

## Vida

Bilade Xame no século IX

Alpetequim era um libertado do governante buída do Iraque, Ize Daulá (r. 967–978). Nada mais se sabe sobre ele até 973, quando se juntou à rebelião do oficial turco Sabuqueteguim, que ocupou Bagdá e muitas outras partes do Iraque. Os turcos cercaram Uacite, onde Ize Daulá se fortificou. Sabuqueteguim morreu no cerco, e Alpetequim foi escolhido como o novo líder dos turcos. No interim, o exército buída sob o primo de Ize Daulá, Adude Adaulá, estava marchando ao Iraque, e em 975 conseguiu derrotar completamente os rebeldes no rio Diala. Após sua derrota, fugiu à Síria junto com cerca de 300 seguidores, onde capturaram Homs. Então se aliou aos carmatas e, no inverno de 975, invadiu a costa do Mediterrâneo e sitiou a cidade fatímida de Sidom. Logo conseguiu capturá-la, resultando no massacre de quatro mil soldados fatímidas. Então capturou Tiberíades e marchou em direção a Damasco, o que tomou sem muita resistência. O califa Alaziz (r. 975–996) enviou um exército sob seu general Jauar, que conseguiu reconquistar a costa do Mediterrâneo e chegar até Damasco, que foi sitiava.
Os aliados carmatas de Alpetequim logo chegaram e conseguiram forçar os fatímidas a levantar o cerco. O exército fatímida fugiu para Ramla, mas rapidamente a abandonou, deixando-a aberta a uma invasão carmata. O exército combinado de Alpetequim e os carmatas então sitiaram Ascalão, para onde o exército fatímida havia fugido. Após um longo cerco que durou mais de um ano, os fatímidas concordaram em fazer um tratado de paz: ele receberia a Palestina, enquanto a fronteira norte do domínio fatímida estava em Gaza. Para tornar o tratado mais palatável para os fatímidas, concordou em reconhecer o califa como sua soberana.
Em 978, Ize Daulá, cujos territórios foram conquistados por Adude Daulá, fugiu junto com seus dois irmãos e outros seguidores dailamitas para Damasco, onde foram calorosamente recebidos por Alpetequim, que incorporou os dailamitas em seu exército. Enquanto isso, um novo exército fatímida sob o próprio Alaziz estava marchando em direção a Damasco, e uma batalha se seguiu entre os turcos e os fatímidas perto de Ramla; Alpetequim atacou a ala esquerda dos fatímidas, matando muitos. No entanto, os fatímidas mudaram a maré da batalha, fazendo um contra-ataque no centro e na ala direita, matando cerca 20 mil de seus homens.
Alpetequim conseguiu fugir do campo de batalha para o deserto, onde quase morreu de sede, mas foi encontrado pelo líder da tribo taita e um velho amigo dele, Mufarrije ibne Daguefal ibne Aljarrá. Foi levado à casa deste, onde foi tratado com honra. Durante sua permanência na casa deste, Mufarrije o traiu e o entregou a Alaziz em troca de 100 mil dinares de ouro. Foi então levado à capital fatímida do Cairo, onde foi tratado com honra por Alaziz, que incorporou-o junto com seus seguidores turcos ao exército fatímida. No entanto, foi mais tarde envenenado pelo vizir Iacube ibne Quilis.